# Ernährermodell
Das Ernährermodell (auch Alleinverdienermodell, Einverdienermodell, Familienernährermodell genannt, im Fall einer Ehe auch Einverdienerehe oder Versorgerehe) ist ein Modell der familialen Arbeitsteilung, bei der der Lebensunterhalt für eine Kernfamilie ganz oder vorwiegend durch die Erwerbstätigkeit einer Person gesichert wird und im Gegenzug der Ehe- oder Lebenspartner die Haus- und Familienarbeit übernimmt. Durch den Einfluss der traditionellen Geschlechterrollen haben in Paaren, bei denen nur ein Partner erwerbstätig ist, in aller Regel Männer die Ernährerrolle inne, Frauen fällt die Rolle der Hausfrau zu. Hausmänner im heutigen Sinne treten in der Arbeitswelt gesellschaftlich immer noch kaum in Erscheinung.
Ist der Partner zwar erwerbstätig, aber nur geringfügig beschäftigt oder in deutlich verringertem Ausmaß erwerbstätig im Vergleich zum Hauptverdiener, spricht man von einem Zuverdienermodell.
Ist nur ein Ehepartner in den Arbeitsmarkt eingebunden, kann dies für den Fall einer Arbeitslosigkeit des Ernährers ein Armutsrisiko darstellen. Auch bei Trennung oder Scheidung bedeutet die fehlende Einbindung eines Partners im Arbeitsmarkt ein Armutsrisiko – insbesondere, wenn der bisherige Alleinverdiener nur über ein geringes Einkommen verfügt.

## Vorgeschichte
Die Herausbildung der Kleinfamilie fand im Zusammenhang mit der industriellen Revolution in Europa statt. Der Begriff Jugend wurde erst ab 1800 häufiger verwandt und als eigenständiger Zeitabschnitt wahrgenommen. Zuvor waren Kinder schlicht zusätzliche Arbeitskräfte im gesamten Haushalt, der die Großfamilie mit Angehörigen mehrerer Generationen und Seitenlinien und neben den Familienangehörigen im engeren Sinne auch Dienstpersonal und entfernte Verwandte einbezog.
Im 16. bis 18. Jahrhundert wurden mit Hausmann oder Pater Familias die männlichen Vorstände größerer ländlicher Haushalte adressiert, für die es auch eine größere Menge Ratgeberliteratur in Form der sogenannten Hausväterliteratur (siehe auch Hausmannskost) gab. Erst in der zweiten Hälfte des 19. Jahrhunderts wurde begonnen, Frauen – in den vergleichsweise neuen Rollenbildern der Hausmutter und zunehmend auch der jüngeren, noch unerfahrenen Hausfrau – eigenständig wahrzunehmen und sie in den in großem Umfang erstellten „Haushaltsratgebern“ wie in einem separaten Bildungswesen eigens für Frauen auch zu adressieren. Gleichzeitig stieg die technische Ausstattung der privaten wie professionellen Haushaltungen massiv an, die zugehörige Haushaltsliteratur ebenso. Die damit verbundene neue Rolle der Hausfrau als Haushaltsvorstand und Berufsbilder wie die Hausbeamtin wurde später ebenso unter dem Motto Wo Hausfrauen gemacht werden unter anderem den damals entstehenden Haushaltungsschulen (vgl. etwa Wirtschaftliche Frauenschule) im Nachhinein zugeschrieben und dann – wiederum unter emanzipatorischen Vorzeichen – eher negativ gesehen.
In der Weimarer Republik stand Frauen eine Arbeitslosenunterstützung nur dann zu, wenn sie nicht durch einen (in der Regel männlichen) Ernährer versorgt und somit „erwerbsbedürftig“ waren.

## Näheres
Der Begriff des Ernährermodells wurde durch Jane Lewis und Ilona Ostner als Element einer charakterisierenden Beschreibung von Konstellationen von Erwerbs- und Familienarbeit im Wohlfahrtsstaat verwendet. Ihrer Unterscheidung zufolge garantiere ein Staat mit „starkem Ernährermodell“ die soziale Absicherung von Frauen vorwiegend über ihre erwerbstätigen männlichen Partner und es seien wenige öffentliche Betreuungseinrichtungen für Familien vorhanden; ein Staat mit „schwachem Ernährermodell“ hingegen gewähre Frauen einen eigenständigen Anspruch auf soziale Absicherung, Mütter würden zu einem großen Teil in Vollzeit arbeiten, und es bestehe eine flächendeckende Betreuungsinfrastruktur für Kinder und Ältere.
Historisch basiert das männliche Ernährermodell (oder Ernährer-Hausfrauen-Modell) auf einem bestimmten Geschlechterrollenverständnis, wonach dem Mann als Familienernährer vollzeitlich die Erwerbsarbeit obliegt und die Frau die Rolle der Hausfrau und Mutter erfüllt. Das männliche Ernährermodell wird daher auch Hausfrauenmodell oder -ehe oder auch traditionelles bürgerliches Familienmodell genannt. Das zugrunde liegende Rollenverständnis war in der bürgerlichen Kultur des Biedermeier und im Bürgertum in der Wende vom 19. zum 20. Jahrhundert üblich. Dieses Rollenverständnis setzte das 1896 verabschiedete und am 1. Januar 1900 in Kraft getretene Bürgerliche Gesetzbuch in ein Regelwerk um, und der Gesetzesentwurf wurde folgendermaßen erläutert: „Der Hauptberuf der Ehefrau bezieht sich auf das Innere des Hauses und wird in den wohlhabenden Klassen der Bevölkerung sich regelmäßig darauf beschränken.“ In der Praxis beschränkten klassenspezifische Wertvorstellungen das Ernährermodell auf privilegierte Schichten: Vor allem in der Beamten- und Angestelltenschaft bestand eine vom Mann abhängige soziale Sicherung der Frau. So erhielten Angestelltenwitwen unabhängig von ihrer Arbeitsfähigkeit auf Basis des Angestelltenversicherungsgesetzes eine Witwenrente; Arbeiterwitwen hingegen wurden trotz des Familienideals auf Erwerbsarbeit zurückverwiesen und erhielten nur im Falle ihrer Invalidität auf Basis der Reichsversicherungsordnung eine geringe Witwenrente. (Siehe auch: Reichsversicherungsordnung).
Noch in den 1950er und 60er Jahren war dieses Modell im westlichen Nachkriegsdeutschland als bürgerliche Kleinfamilie gesellschaftliche Norm.
Das Normalarbeitsverhältnis war in Bezug auf Arbeitszeit und -entgelt in der Adenauer-Ära so gestaltet, dass das Arbeitsentgelt des Familienernährers, i. d. R. war das der Ehemann, zusammen mit öffentlichen Transferleistungen für die Kinder, für den Lebensunterhalt einer Familie reichen sollte. Das damalige Leitbild der Familienpolitik war die Rolle der Hausfrau und Mutter als der „natürliche Beruf der Frau“. Bis 1977 war in Westdeutschland noch gesetzlich vorgeschrieben, dass eine Ehefrau zur Arbeit außerhalb des Familienhaushalts die Erlaubnis ihres Ehemannes benötigte.

## Sozialpolitische und rechtliche Hintergründe

### Bildungssystem
Das Ernährermodell und seine Abwandlung als Zuverdienermodell bilden den Rahmen für das insbesondere im deutschsprachigen Raum verbreitete Konzept von Halbtags-Kindergarten und Halbtagsschule. Letztere ist in der Grundschulzeit oft auf dreieinhalb Stunden Unterricht am Tag beschränkt. Die halbtägige Schulpflicht wurde im 19. Jahrhundert in Deutschland zwar eingeführt, damit Kinder neben dem Schulbesuch bei der Haus- und Feldarbeit mithelfen konnten, sie blieb aber bis weit über die Mitte des 20. Jahrhunderts die Regel, als dieses Erfordernis nur noch eine geringere Rolle spielte.

### Sozial-, Steuer- und Arbeitsrecht
Verschiedentlich wird festgestellt, dass das Ernährermodell vor allem auch in Deutschland durch das System der Sozialversicherung (mit der durch die Beitragsbemessungsgrenze gedeckelten kostenfreien Familienmitversicherung und der Witwenrente), des Steuerrechts (insbesondere des Ehegattensplittings) und des Arbeitsrechts (etwa die Sozialauswahl) gestützt wird. So stellt beispielsweise das Rostocker Zentrum für demografischen Wandel (ZDWA) fest, dass in Deutschland „Elemente wie das Ehegattensplitting, die beitragsfreie Kranken- und Pflegeversicherung, die Anrechnung von Kindererziehungszeiten für die Rente und, zumindest in Westdeutschland, die geringe Betreuungsquote für unter Dreijährige, die Betreuungsrolle der Mutter weiter stützen“. Dies träfe auch für eine eventuelle Einführung eines Erziehungsgehalts zu. Im Bereich geringer Haushaltseinkommen setzt der Kinderzuschlag negative Anreize zur Erwerbsbeteiligung eines zuverdienenden Ehepartners. 
Auch in der Sozialhilfe spielt in Deutschland das Ernährermodells eine zentrale Rolle, indem das Einkommen und Vermögen des Partners – genauer: des nicht getrennt lebenden Ehegatten oder Lebenspartners sowie des Partners einer eheähnlichen oder lebenspartnerschaftsähnlichen Gemeinschaft – berücksichtigt wird (§ 43 SGB XII). Kritisch wird angemerkt, eine Erwerbstätigkeit beider Partner werde im gegenwärtigen Gesellschaftsmodell durch die Maßnahmen der Sozialpolitik, insbesondere durch das Arbeitslosengeld II, nur dann gefördert und gefordert, wenn kein Mitglied der Ehe oder Bedarfsgemeinschaft für sich allein ein für den Unterhalt der Familie ausreichendes Einkommen erziele. In diesem Zusammenhang wird auch die nachrangige Berücksichtigung nichtbedürftiger Arbeitsloser in der Vermittlungstätigkeit der Arbeitsagentur kritisch gesehen, da sie sich vor allem auf Frauen nachteilig auswirke.
Im Falle des Todes des Partners ist eine überlebende Person, auch wenn sie nicht oder nur in geringem Maße erwerbstätig war, im Alter vor allem auf die selbst erworbenen Rentenansprüche und auf private finanzielle Absicherung angewiesen. In Deutschland wurde die Hinterbliebenenrente zunehmend eingeschränkt und sichert regelmäßig nicht mehr den Lebensabend ab. So beträgt die Kleine Witwenrente ungefähr 25 % der Rente des verstorbenen Ehepartners, sie wird (außer in Altfällen) höchstens 24 Monate gezahlt, erlischt bei einer erneuten Eheschließung und unterliegt der Anrechnung anderer Einkommen. Wer Rentensplitting vereinbart hat, hat hingegen Anspruch auf die halbe Rente. Eine private Risikolebensversicherung kann diese Lücke bei Tod zeitweise füllen.
Zur Zukunftsvorsorge eines in geringem Maße erwerbstätigen Partners siehe auch: Lückenhafter Versicherungsschutz bei Haus- und Familienarbeit sowie Kindererziehungszeit und Altersvorsorge bei Familienarbeit.

### Familienrecht
Das seit 2008 geltende Unterhaltsrecht in Deutschland soll hingegen die nacheheliche Eigenverantwortung fördern und orientiert sich an einer unabhängigen Existenzsicherung beider Elternteile: in der Regel muss der betreuende Elternteil nach einer Trennung oder Scheidung früher wieder erwerbstätig werden als vor der Reform und hat keine Garantie für die Wahrung des Lebensstandards durch Unterhalt. Die Rechtsanwältin und Senatorin für Justiz a. D. Lore Maria Peschel-Gutzeit erklärte: „Lebensentwürfe von Frauen, die auf dem Einkommen und Status des Ehemannes aufbauen, werden in Zukunft keinen Bestand haben. Allerdings bedarf es wohl noch vieler Abänderungen und Gerichtsurteile zum Betreuungsunterhalt, bis sich durch eigene Erfahrungen oder im sozialen Umfeld das Verhalten der Betroffenen nachhaltig ändert. Wer sich absichern will, muss mehr als bisher Eheverträge in Betracht ziehen, in denen die Rollenverteilung in der Familie und die daraus erwachsende wirtschaftliche Verantwortung eindeutig geregelt sind.“

### Gesellschaftlicher Wandel
Das Modell wandelt sich in denjenigen westlichen Industrie- und Dienstleistungsgesellschaften, in denen bisher das Einverdienermodell überwog, zunehmend hin zu anderen Modellen.
Als Gründe werden mehrere Einflüsse angegeben, so etwa sich verändernde Rollenauffassungen oder der Umstand, dass ein Gehalt oft nicht mehr für die Sicherung des Lebensunterhalts einer ganzen Familie ausreicht. Durch die sinkende Höhe der Renten, geringere Witwenrenten und eine größere Scheidungsrate beinhaltet das Versorgermodell zunehmend ein finanzielles Risiko für die „versorgte“ Person. Basierend auf einer von der Deutschen Rentenversicherung geförderten Studie warnen Wissenschaftler, vom Versorger abgeleitete Ansprüche in der Rentenversicherung „suggerierten der Ehefrau eine finanzielle Sicherheit im Alter, die die Witwenrente jedoch bekanntlich nicht mehr leisten werde“.
Die gesellschaftliche Entwicklung gehe in andere Richtungen, beispielsweise hin zu einem Zuverdienermodell, das auch als „modernisiertes Ernährermodell“ bezeichnet wird, bei dem ein Partner in Vollzeit und einer in Teilzeit erwerbstätig ist, oder zu partnerschaftlichen Modellen (Doppelversorgermodellen), bei denen beide Partner in vergleichbarem Ausmaß in Vollzeit oder in Teilzeit erwerbstätig sind, wie auch sich in der Versorgung und Erziehung der Kinder engagieren.

## Scheidungsrisiko
Laut Gary Beckers Theorie ist Spezialisierung auf häusliche und erwerbsgerichtete Arbeit innerhalb der Ehe mit einem geringeren Trennungsrisiko verbunden. Anhand von Paneldaten (Sozioökonomisches Panel) westdeutscher Ehen von 1984 bis 2007 zeigte sich, dass die Theorie nur dann hält, wenn der Mann die Erwerbsarbeit übernimmt. Paare, bei denen lediglich die Frau erwerbstätig ist, haben ein substanziell höheres Scheidungsrisiko als Paare, bei denen lediglich der Mann erwerbstätig ist. Eine gleiche Aufteilung der Erwerbsarbeit hat hingegen keinen Einfluss auf das Scheidungsrisiko.